# سامح الصريطي
محمد سامح محمد محمد الصريطي (19 مارس 1951 -)، ممثل مصري.

## حياته
حصل على درجة البكالوريوس في التجارة، بدأ مسيرته الفنية بالعمل في مسارح الدولة كعضو في فرقة "أنغام الشباب" بالمسرح الغنائي. مارس الغناء وشارك في العديد من الأعمال التلفزيونية والسينمائية.
من أبرز أعماله المسرحية: الحب بعد المداولة، عطشان يا صبايا، تذكرة للجنة، زي ما تحب، نجوم الظهر، عالم كورة كورة، شغل أراجوزات، أحلام الفرسان، وذات الهمة.
أما في الدراما التلفزيونية، فقد شارك في مسلسلات شهيرة منها: رمضان والناس، هي والمستحيل، حتى لا يختنق الحب، ليالي الحلمية، أميرة في عابدين، ويتربى في عزو. كما ظهر في أفلام تلفزيونية مثل: دليل الاتهام، رجل اسمه عباس، وأيوب.
وفي السينما، شارك في عدد من الأفلام الناجحة منها: ملاكي إسكندرية، خيانة مشروعة، الرهينة، شارع 18، وحين ميسرة.
يشغل حاليًا منصب المدير العام للفرقة القومية للفنون الشعبية.

## أعماله

### الأفلام
- أيوب.
- الدباح.
- ملاكي إسكندرية.
- جوبا.
- بوبوس.
- أدرينالين.
- الرهينة (فيلم)

### من المسلسلات
- الباحثة (1979)
- حب عمري (2020)
- لعنة كارما (2018)
- أزمة نسب (2016)
- مطلوب رجال
- أزمة سكر
- ليالي.
- الاختيار الجزء الثاني.
- قضية صفية.
- المنتقم.
- خيبر

### من المسرحيات
- معقول؟ لا معقول (1985)

## روابط خارجية
- سامح الصريطي على موقع IMDb (الإنجليزية)
- سامح الصريطي على موقع الدهليز
- سامح الصريطي على موقع قاعدة بيانات الأفلام العربية
- سامح الصريطي على موقع قاعدة بيانات الفيلم (الإنجليزية)